# Sibanicú
Sibanicú è un comune di Cuba, situato nella provincia di Camagüey. 

## Amministrazione

### Gemellaggi
- Sarmato